# Jordanischer Dinar
Der Jordanische Dinar oder Jordan-Dinar (arabisch دينار, DMG dīnār) ist die Währung Jordaniens und auch der palästinensischen Autonomiegebiete im Westjordanland. Ein Dinar ist in 100 Piaster (arabische Bezeichnung Qirsch) unterteilt.
Es sind Münzen im Wert von 1 Piaster, 5 Piaster, 10 Piaster, ¼ Dinar und ½ Dinar in Umlauf. Die ½-Dinar-Münze ist eine Bimetallmünze. Banknoten gibt es im Wert von 1, 5, 10, 20 und 50 Dinar.
Ursprünglich war der Dinar in 10 Dirham oder 1000 Fils unterteilt. 1992 wurde der Dirham und der Fils durch die Hundertsteleinteilung Piaster abgelöst. Münzen der alten Teilungen sind inzwischen kaum noch im Umlauf anzutreffen. Vor der Einführung des Piasters gab es folgende Münzen: 5 Fils, 10 Fils, 25 Fils, 50 Fils, 100 Fils, ¼ Dinar, ½ Dinar und 1 Dinar.
Kurz nach der Einführung der Piasters wurden auch Münzen im Wert von ½ Qirsh, 2½ Piaster, ½ Dinar (Monometall) geprägt.
Der Jordanische Dinar ist seit 1995 fest an den US-Dollar gekoppelt, für den fixen Tauschkurs finden sich aber unterschiedliche Werte von 1 USD = 0,708 JOD bis 1 USD = 0,7095 JOD.

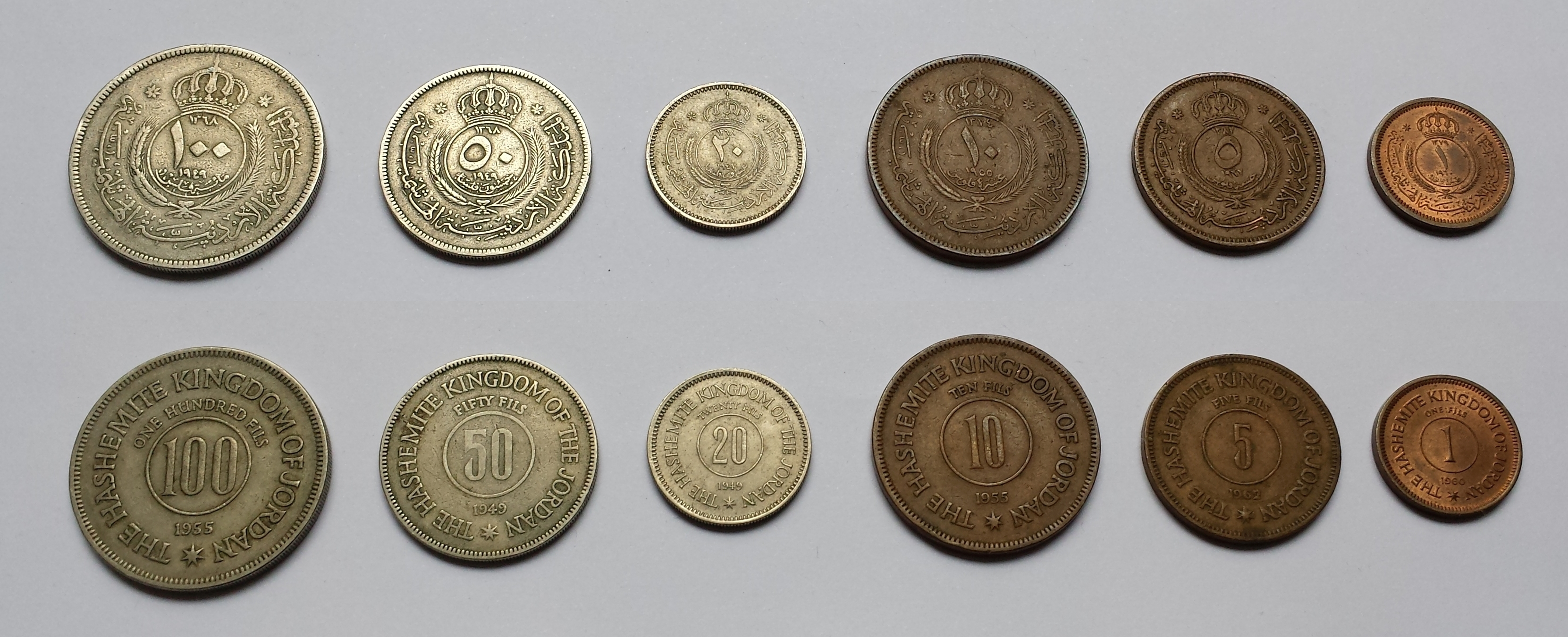
Jordanische Münzen der 1960er Jahre
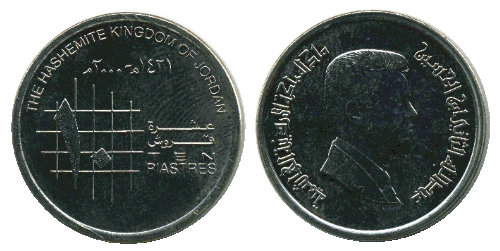
10-Piaster-Münze, 2000